# تیم ملی بیسبال فرانسه
تیم ملی بیسبال فرانسه (انگلیسی: France national baseball team) نماینده فرانسه در مسابقات بین المللی بیسبال است. این تیم توسط Fédération Française de Baseball et Softball (FFBS) اداره می شود که یکی از اعضای فدراسیون بیسبال اروپا (CEB) کنفدراسیون جهانی بیسبال سافت بال (WBSC) است. این تیم در چندین تورنمنت بین المللی از جمله مسابقات قهرمانی بیسبال اروپا، مسابقات جهانی بیسبال کلاسیک مقدماتی و بازی های المپیک شرکت کرده است. برخی از بازیکنان برجسته ای که نماینده فرانسه در مسابقات بین المللی بوده اند عبارتند از سباستین بوچر، ژان باپتیست میپو و گیوم دوفور. ورزشگاه خانگی این تیم استادیوم شارلتی در پاریس است.